# Return of the Dozen
Albums de D12
Eminem Presents: The Re-Up
(2006) Return of the Dozen Vol. 2
(2011)
Return of the Dozen est une mixtape de D12, sortie en 2008.
Cet album, auto-produit par le groupe, avec l'accord officiel de Shady Records, a été réalisé en collaboration avec DJ Mase (proche de DJ Drama, le DJ officiel de T.I.) et ne contient que des titres originaux. Tous les membres du groupe apparaissent sur le disque : Proof (décédé en 2006) rappe sur deux titres et Eminem, même s'il ne rappe aucun couplet, produit deux titres.

## Liste des titres
| No  | Titre                                                           | Producteur       | Durée |
| --- | --------------------------------------------------------------- | ---------------- | ----- |
| 1.  | Intro (featuring Dolo)                                          |                  | 1:52  |
| 2.  | We Back                                                         |                  | 4:10  |
| 3.  | Throw 'em Up High                                               |                  | 5:01  |
| 4.  | The Drill                                                       | Focus            | 2:25  |
| 5.  | Cheatin' in the Bedroom (featuring Monica Blaire et King Gordy) | Maestro          | 4:52  |
| 6.  | I'm a G (featuring Maestro)                                     | J.R. Rotem       | 2:59  |
| 7.  | If You Want It                                                  | Eminem           | 4:02  |
| 8.  | U Never Know                                                    |                  | 4:47  |
| 9.  | I Am Gone (featuring King Gordy)                                |                  | 3:49  |
| 10. | Win or Lose (featuring King Gordy)                              |                  | 3:56  |
| 11. | I'm from the "D"                                                | Maestro Williams | 4:14  |
| 12. | Suicide (featuring Sindy Syringe)                               | Eminem           | 3:52  |
| 13. | Plead for Your Life (featuring Royce da 5'9")                   |                  | 3:29  |
| 14. | Get This Paper (featuring Rod Dae)                              | Kon Artis        | 3:40  |
| 15. | You're Not Gangsta (featuring King Gordy et Willie the Kid)     |                  | 4:16  |
| 16. | That's The Way That Goes                                        |                  | 4:21  |
| 17. | This Situation (featuring Black Face et King Gordy)             |                  | 2:40  |
| 18. | 13 MC's                                                         |                  | 5:50  |
| 19. | Mrs. Pitts (featuring King Gordy)                               | Maestro Williams | 4:21  |
| 20. | Outro (featuring Dolo)                                          |                  | 1:26  |

| 21. | Don't Hate (featuring King Gordy) |  | 4:44 |